# Tokina
Tokina Co., Ltd. je japonsko podjetje, ki izdeluje fotografske objektive in CCTV opremo.

## Zgodovina
Tokino je ustanovila skupina inženirjev, ki so pred tem zapustili podjetje Nikon. Na začetku so se v podjetju posvetili izdelovanju visoko kakovostnih zoom objektivov, ki so bili takrat na tržišču bolj redki. Sprva so objektive izdelovali za proizvajalce fotografskih aparatov, leta 1970 pa so začeli na tržišču nastopati pod lastno blagovno znamko
Tokina je trenutno partner japonskega podjetja Pentax, podružnice podjetja Hoya Corporation, s katerim je razvilo nekaj objektivov. Ti objektivi so na voljo pod imenom blagovnih znamk Pentax in Schneider Kreuznach D-Xenon ter D-Xenogon, na voljo pa bodo z nastavki Pentax K mount. Pod blagovno znamko Tokina so objektivi na voljo za vse ostale fotografske aparate. Kljub sodelovanju so razvojne ekipe pri načrtovanju in izdelavi objektivov povsem neodvisne
Objektivi, ki jih izdelujeta obe ekipi imajo enake leče in enake karakteristike, razlikujejo pa se po končni obdelavi in različnih ohišjih. Objektivi imajo tudi različne notranje rešitve. Tokina AT-X PRo 12-24mm II ima, na primer, tihi motorček za ostrenje, Pentaxova verzija pa uporablja avtofokus s tehnologijo screwdrive autofocus. Tokina AT-X Pro 16-50mm in 50-135mm pa uporabljata tehnologijo screw-drive autofocus in nista odporni na vremenske vplive medtem, ko imajo Pentaxove verzije vgrajeno enako tehnologijo ostrenja, ohišja pa so tudi odporna na vremenske vplive. Posebnost tokininih objektivov je tako imenovana »fukus sklopka«, ki je namenjen preklapljanju med samodejnim in ročnim ostrenjem.
Od marca 2009 je Tokina v sodelovanju s podjetjem Pentax izdelalo šest različnih objektivov, ki se prodajajo pod obema blagovnima znamkama. Ti objektivi so AT-X Pro 12-24mm f/4.0, AT-X Pro 16-50mm f/2.8, AT-X Pro 50-135mm f/2.8, AT-X 10-17mm f/3.5-4.5 fisheye, AT-X Pro 100mm /2.8 macro ter AT-X Pro 35mm f/2.8 macro. Zadnji tokinin objektiv pred začetkom sodelovanja s Pentaxom je bil 28-70mm f/2.8, ki ga je podjetje izdalo leta 2002. Trenutni objektivi, ki jih Tokina izdeluje v lastni produkciji so 11-16mm f/2.8, 80-400mm f/4.5-5.6, 16.5-135mm f/3.5-5.6 ter 28-80mm f/2.8.
Tokina trenutno (2009) ne izdeluje objektivov za DSLR aparate znamke Sony, čeprav je pred sonyjevim nakupom podjetja Minolta izdelovalo objektive za serijo Minolta Maxxum, ti objektivi pa so kompatibilni z vsemi sonyjevimi DSLR fotografskimi aparati. 
Glavni dobavitelj leč za Tokino je japonsko podjetje Hoya Corporationn.